# Michael Huth (Künstler)
Michael Huth (* 1959 in Kronach) ist ein deutscher Künstler.

## Leben
Von 1978 bis 1984 studierte er an der Städelschule in Frankfurt bei Thomas Bayrle (Freie Grafik) und Christian Kruck (Steindruckmalerei, grafische Techniken), dort war er Meisterschüler. 1985 bis 1990 arbeitete Huth für die Gesamthochschule in Kassel und an der Städelschule in Frankfurt.

## Werke
In Huths Werk sind druckgrafischen Arbeiten und oft großformatige Gemälde dominierend. Seine Holzschnitte und Lithographien waren anfangs von Figuren und Gegenständen oder Häusern durchwebt, später wurden sie reduzierter.
Huth interessiert sich seit seiner Jugend für Japan, seit Jahren zeigen sich daher im Œuvre die Einflüsse von japanischer Kunst und Kultur deutlich. Die Bilder tragen Titel wie „yume“ (Traum), „kokoro“ (Bewusstsein), oder auch „mu ichi butsu“. Japanische Schriftzeichen überdecken die Malerei seiner früheren Jahre.

## Auszeichnungen
- 2001[2] und 2020[3] Lucas-Cranach-Preis der Stadt Kronach (Sonderpreis)
- 2016 Berganza Preis des Kunstvereins Bamberg[4]

## Ausstellungen (Auswahl)
- 1994 Bamberg: Galerie Kunst im Gang[5]
- 2004 Mainz: Gutenberg-Museum[6]
- 2011 Bamberg: Stadtgalerie Bamberg – Villa Dessauer: rapid art 2 │ „mu ichi butsu“ │ Ölgemälde von Michael Huth – Museen der Stadt Bamberg 16. Oktober bis 1. November[7]

## Arbeiten in öffentlichen Besitz
- Bamberg Museen der Stadt Bamberg
- Coburg Kunstsammlung der Veste
- Frankfurt Städelsches Kunstinstitut
- Mainz, Gutenberg-Museum